# 남양주 봉인사 부도암지 사리탑 및 사리장엄구
남양주 봉인사 부도암지 사리탑 및 사리장엄구(南楊州 奉印寺 浮圖庵址 舍利塔 및 舍利莊嚴具)는 조선시대에 세운 사리탑과 그 안에 봉안되었던 금동 사리장엄구이다. 이 사리탑은 본래 경기도 남양주시 진건읍 송릉리에 있는 봉인사의 부도암에 세워져 있었다. 그러나 1927년 일본 고베(神戶)로 불법 반출되었다가 오사카(大阪)의 천왕사(天王寺) 공원 내에 있는 오사카시립미술관 앞에 전시되어 있던 것을, 일본측 소유자의 기증으로 1987년 2월 국내로 되돌아온 문화재이다.
이 사리탑이 세워진 동기는 조선시대 광해군의 왕세자에 대한 만수무강과 부처님의 비호를 함께 기원하는 뜻에서 불사리(佛舍利)를 봉안하기 위함이었다. 이 사리탑과 그 안에서 발견된 사리장엄구 모두 조선시대 전기의 양식을 충실히 따르고 있으면서도 사리탑 상륜부를 길쭉하게 장식한 점이라든가, 사리장엄에서 합을 7개나 넣어 둔 점 등, 부분적으로 새로운 시도를 하고 있는 점이 주목된다. 사리장엄구 중 은합에 새겨진 명문을 통해서 1620년이라는 조성시기가 뚜렷한 자료라는 점에서도 중요한 가치를 지닌다.

## 탑의 모습
이 사리탑은 통일신라시대에서 고려 초에 이르기까지 유행한 팔각원당형(八角圓堂形)을 기본 형식으로 하였으며, 구성은 기단·탑신·옥개석·상륜으로 이루어져 있다. 팔각형 기단은 중대석 없이 상·하대석으로 되었는데, 상대석과 하대석이 맞닿는 부분에 각각 앙련(仰蓮)과 복련(覆蓮)으로 장식한 횡대(橫帶)를 대칭으로 새겼다. 그리고 기단부 주위로 마치 왕릉의 호석(護石)처럼 돌난간을 둘렀다.
탑신은 원구형(圓球形)인데, 몸체 가득히 구름 속에 날고 있는 용(龍)의 모습을 매우 생동감 있게 새겼다. 탑신 윗 부분 중앙에는 지름 16.2cm, 깊이 9.8cm의 사리공(舍利孔)을 마련하여 사리장엄을 안치하도록 하였다. 이러한 수법은 보물 제388호 《회암사지 무학대사부도탑》과 매우 비슷한 방식이다.
옥개석은 팔각으로 목조 건축을 본떠 간략하게 만들어졌다. 지붕 위에는 여덟 줄의 굵은 우동(隅棟)이 있는데 그 중간에 용두(龍頭)를 장식하였고 끝에는 귀꽃을 배치하였다. 이처럼 지붕 중간에 용두를 새기는 것은 충청북도 충주 청룡사(靑龍寺) 사리탑, 경기도 회암사지 사리탑 등 조선시대 초기의 부도탑에 이미 나타나고 있는 형식이다. 지붕의 낙수면은 경사가 급하고, 팔각원당형 부도의 옥개에서 흔히 볼 수 있는 기와 표현은 생략되었으나 겹처마로 된 지붕 귀에 추녀와 사래를 표현하여 목조 건축을 나타내려 하였음을 알 수 있다.
상륜부는 여러 단의 복발(覆鉢)과 보륜(寶輪)이 중첩되어 길쭉한데, 정상에는 보주(寶珠) 모양의 연꽃이 장식되었다.
이 사리탑 옆에는 석관(石棺)이 놓여 있는데, 이는 본래부터 이 사리탑에 딸려 있는 유물이다.

## 사리장엄구
사리탑에 봉안되었던 사리장엄구로는 대리석사리외합·청동사리내합·은제사리내합ㆍ수정사리병ㆍ사리기비단보자기 등이 발견되어 현재 국립중앙박물관에 소장되어 있다. 합은 은제(銀製) 및 동제(銅製)가 각 3점씩이고, 금으로 만든 뚜껑이 달린 수정사리병 안에는 사리 1과(顆)가 들어 있었다. 조선시대에는 합형(盒形) 사리장치가 주로 사용되었는데 여기서도 그러한 형식을 잘 따르고 있다. 그러나 합형 사리장치는 보통 2∼3개를 사용하는 것이 보통인데, 이와 같이 7개를 사용하고 있는 것은 매우 독특한 방식이다. 발견 당시 은제 외합 속에는 명주실과 비단·향이 남아 있었으며 은으로 만든 내합의 뚜껑에는 생동감 넘치는 운룡문(雲龍紋)을 장식하고 금박을 입혔다. 그리고 이 은합의 밑바닥에는 ‘萬曆四十八年庚申五月’의 글씨가 새겨져 이 유물이 광해군 12년(1620)에 봉안되었음을 알 수 있다.